# هوفنرينغ

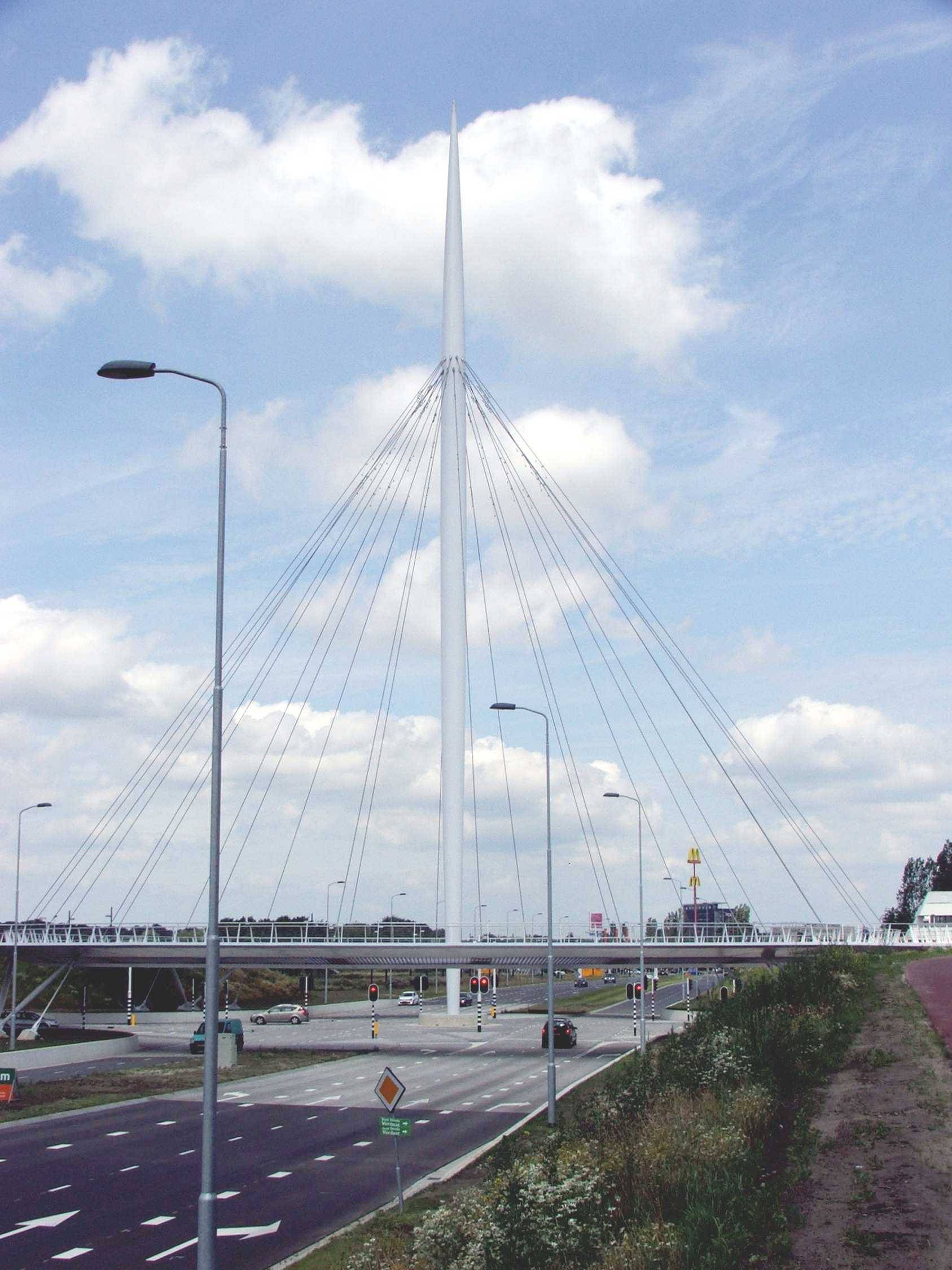
حلقة "هوفنرينغ" ، طريق دائري معلق للدراجات ، هولندا.

هوفنرينغ (بالهولندية: Hovenring) هو طريق دائري معلق للدراجات؛ بني في مقاطعة «نورث برابانت» في هولندا، وهو أول طريق من هذا النوع في العالم. توجد هذا الطريق الدائري المعلق عند تفرع مروري بين البلدان أيندهوفن، فيلدهوفن وميرهوفن، وينتسب إليهم اسم طريق الدراجات الدائري، وترجمته «حلقة المواني»، حيث كلمة hoven تعني الميناء.

## تاريخه
عند تفرع الطريق الشمالي الرابط بين ميناءي أيندهوفن وفيلدهوفن بهولندا كان يوجد ازدحام كبير خلال السنوات الماضية على الطريق الدائري. وكان هذا الازدحام يحدث على الرغم من اتساع الطريق لثلاثة حارات إلا أن تقسيمات الحارات لم تكن مرسومة. وكان هذا مقصودا لكي يلتزم الناس الحذر أثناء المرور، سواء كانوا راكبين سيارات أم دراجات. إلا أن راكبي السيارات اعترضوا على ذلك.
في نفس الوقت تطورت ضاحية «ميرهوفن» التابعة لمدينة أيندهوفن وكان من المخطط ربط أحد الطرق من هذا الطريق الدائري بالطريق السريع في هولندا A2 . ووضع تخطيط مبتكر جديد، تترك راكبي السيارات يمرون بالطريق الدائري الموجود وتنظمهم إشارات المرور الكهربائية، مع فصل راكبي الدرجات عنهم ببناء طريق دائري معلق فوي الميدان. ويماثل بناء هذا الطريق الدائري المعلق بنيات الكباري؛ إلا أنه معلق على عامود من الحديد الصلب ارتفاعه 70 متر منصوبا في وسط الميدان، وتتدلى منه كابلات من الفولاذ تحمل الطريق الدائري. البنية تشبه بنيات القناطر المعلقة.. توجد ثلاثة طرق مائلة متفرعة من الطرق المحيطة توصل بين الطرق والحلقة الدائرية المعلقة، واختير لذلك ميلا بسيطا لتلك التفرعات لتسهيل وصول راكبي الدراجات إلى الحلقة، ومنها إلى التفرع الذي يريده راكب لدراجة الهوائية.

## صور

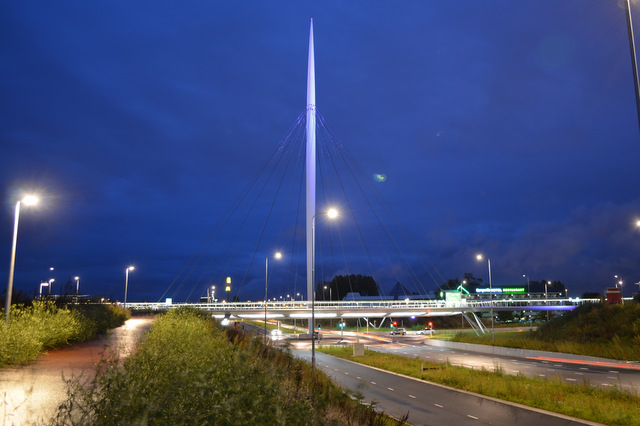
صورة شاملة للحلقة أثناء الليل
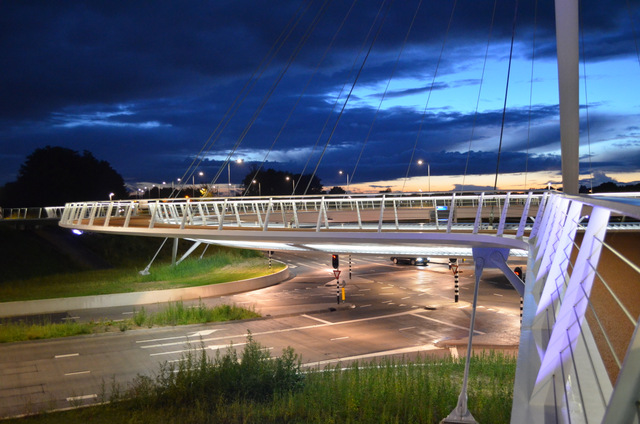
صورة جانبية لحلقة هوفنرينغ ليلا
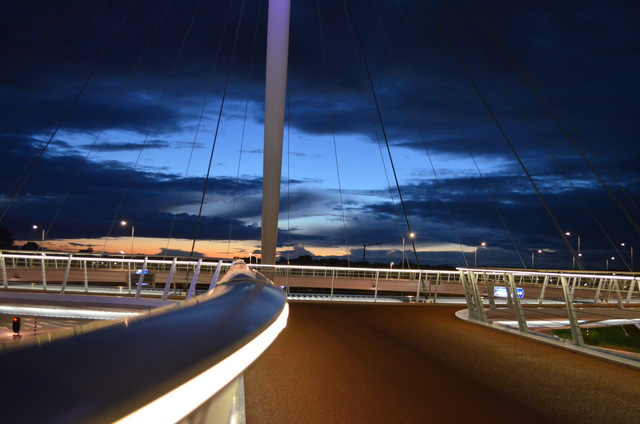
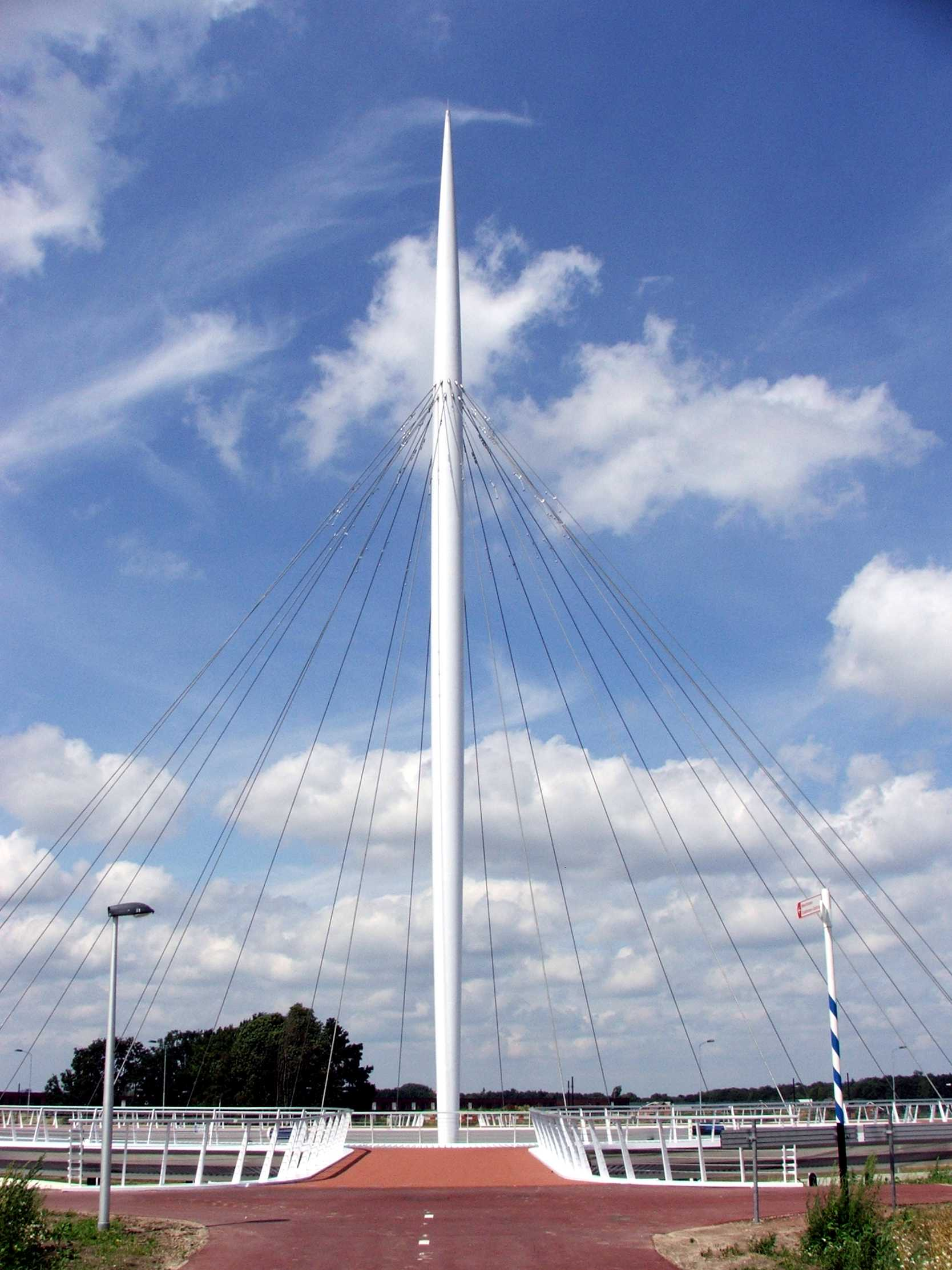
هوفنرينغ من مستوى طريق العجلات
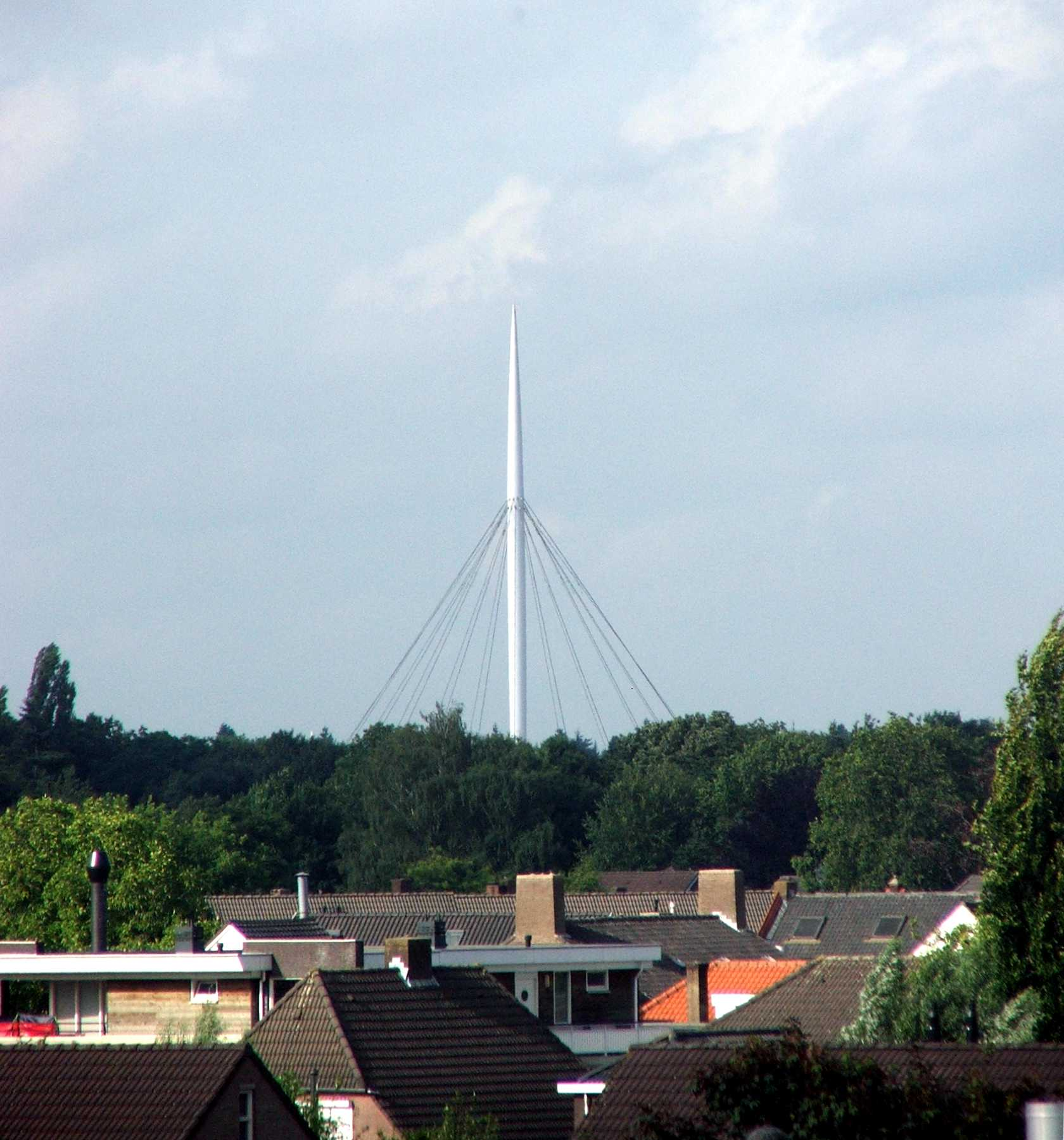
Hovenring, vom Südwesten, in rund 1,6 km Entfernung
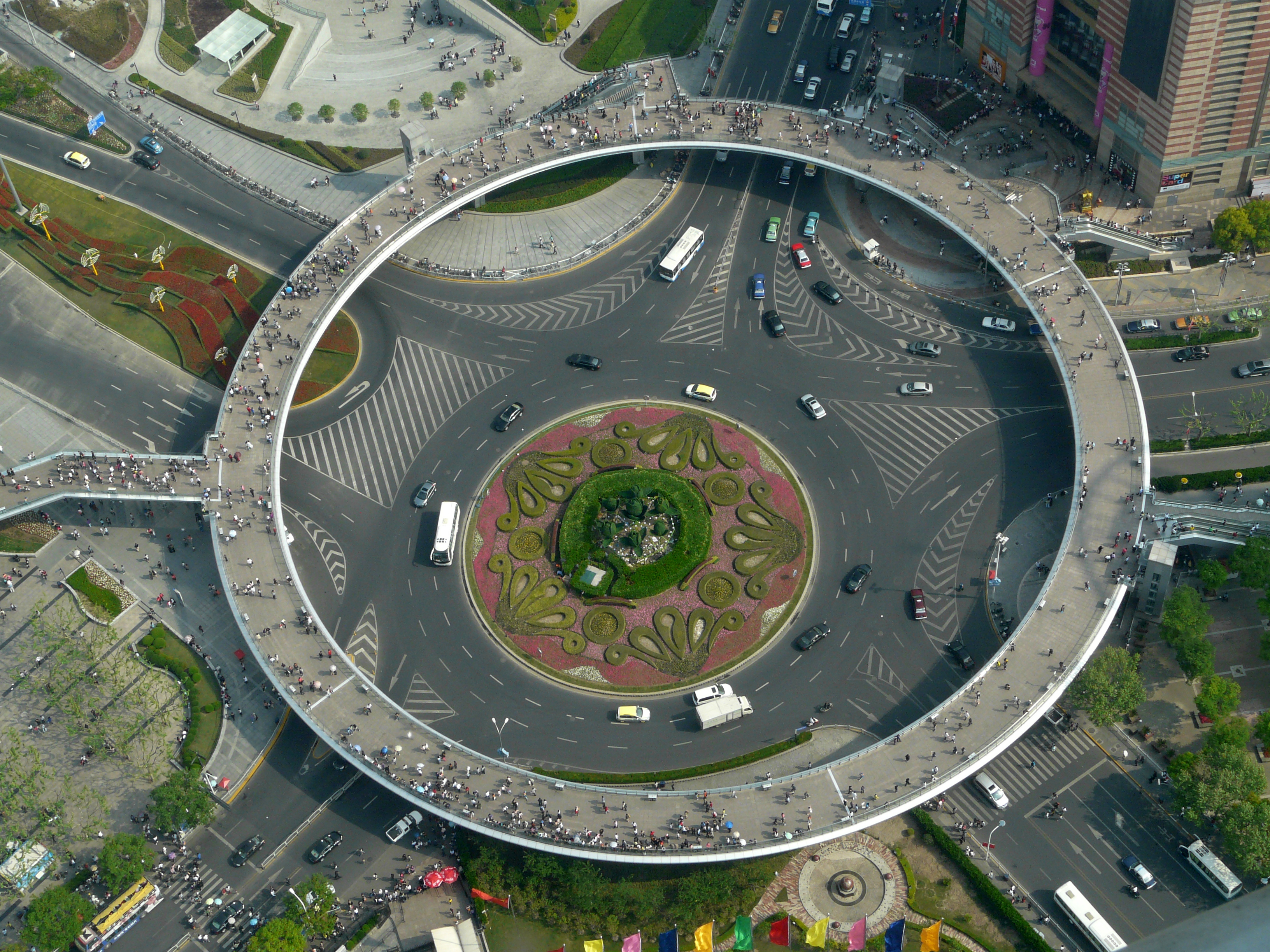
حلقة لمرور المشاه في أحد الميادين فيLujiazui الصين

## وصلات خارجية
- "Informatieboekje de Hovenring" (PDF). Eindhoven.nl (بالهولندية). Gemeinde Eindhoven. 2010. Retrieved 2017-01-24. {{استشهاد ويب}}: روابط خارجية في |website= (help)

## اقرأ أيضا
- دراجة هوائية
- ركوب الدراجات
- نظام مرور
- دراجةخطوة خلال الهيكل
- دراجة جبلية